# Arc of a Diver
Arc of a Diver är ett musikalbum av Steve Winwood, lanserat 1980 på skivbolaget Island Records. Skivan var ett rent enmansprojekt där Winwood spelar alla musikinstrument själv. Albumet inleds med låten "While You See a Chance" som kom att bli hans första singelhit som soloartist.
Albumet var ett av de som togs med i boken 1001 album du måste höra innan du dör.

## Låtlista
(kompositör inom parentes, låtar utan angiven kompositör av Steve Winwood)
1. "While You See a Chance" – 5:12
2. "Arc of a Diver" (Winwood, Vivian Stanshall) – 5:28
3. "Second-Hand Woman" (Winwood, George Fleming) – 3:41
4. "Slowdown Sundown" – 5:27
5. "Spanish Dancer" – 5:58
6. "Night Train" – 7:51
7. "Dust" (Winwood, Fleming) – 6:20

## Listplaceringar
- Billboard 200, USA: #3[1]
- RPM, Kanada: #1[2]
- UK Albums Chart, Storbritannien: #13[3]
- Nederländerna: #6[4]
- VG-lista, Norge: #24[5]
- Topplistan, Sverige: #33[6]